# Foča-Ustikolina
Foča-Ustikolina (en cryillique : Фоча-Устиколина) est une municipalité de Bosnie-Herzégovine située dans le canton du Podrinje bosnien, fédération de Bosnie-et-Herzégovine. Selon les premiers résultats du recensement bosnien de 2013, elle compte 2 213 habitants.
Le village d'Ustikolina est le centre administratif de la municipalité.

## Géographie
La municipalité est située à l'est de la Bosnie-Herzégovine, dans une région montagneuse où les sommets s'élèvent à plus de 1 500 m. La Drina serpente dans une étroite vallée entre les montagnes. Ustikolina, le siège de la municipalité, se trouve sur la rive gauche de la Drina, à environ 10 km au nord de Foča et à 20 km au sud-ouest de Goražde. La frontière entre la Bosnie-Herzégovine et le Monténégro se trouve à 12 km.

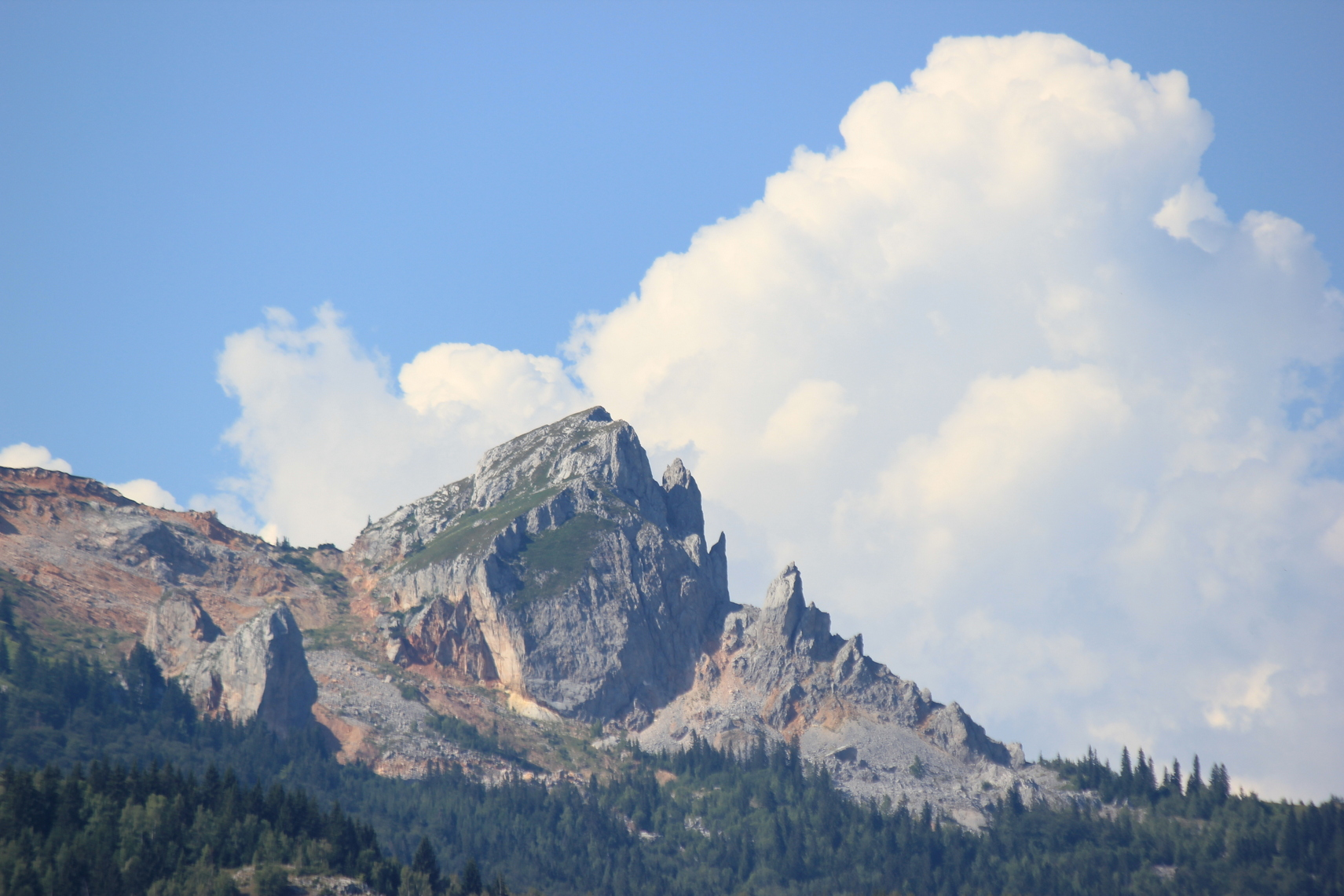
Le mont Jahorina

## Histoire
La municipalité a été créée après la guerre de Bosnie, à la suite des accords de Dayton (1995). Elle a été constituée sur le territoire de l'ancienne municipalité de Foča d'avant-guerre, qui, elle, fait partie de la république serbe de Bosnie.

## Localités

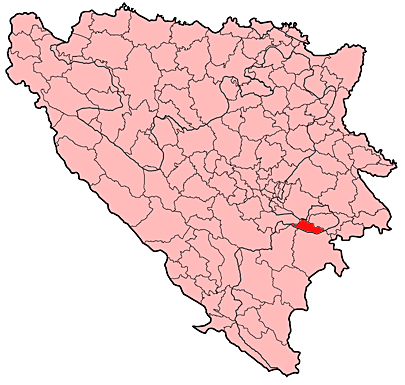
Localisation de la municipalité de Foča-Ustikolina en Bosnie-Herzégovine

La municipalité de Foča-Ustikolina compte 32 localités :
| - Bavčići - Bešlići - Borovinići - Brajići - Bujakovina - Bunčići - Cvilin - Donje Žešće - Dragomilići - Filipovići - Glušca - Gostičaj - Jabuka - Kolakovići - Kolun - Lokve | - Marevo - Mazlina - Mravljača - Njuhe - Petojevići - Podgrađe - Previla - Prisoje - Račići - Rodijelj - Slavičići - Sorlaci - Stojkovići - Ustikolina - Zabor - Zebina Šuma |

## Politique
À la suite des élections locales de 2012, les 11 sièges de l'assemblée municipale se répartissaient de la manière suivante :
| Parti                                                               | Sièges |
| ------------------------------------------------------------------- | ------ |
| Parti d'action démocratique (SDA)                                   | 3      |
| Parti social-démocrate (SDP)                                        | 2      |
| Parti national pour l'amélioration par le travail                   | 1      |
| Parti patriotique de Bosnie-Herzégovine-Sefer Halilović (BPS)       | 1      |
| Alliance pour un meilleur avenir de la Bosnie-Herzégovine (SBB BiH) | 1      |
| Parti pour la Bosnie-Herzégovine (SBiH)                             | 1      |
| Alliance des sociaux-démocrates indépendants (SND)                  | 1      |
| Union sociale-démocrate de Bosnie-Herzégovine (SDU BiH)             | 1      |

Zijad Kunovac, membre du Parti d'action démocratique (SDA), a été réélu maire de la municipalité,.